# 星洋二
星 洋二（ほし ようじ）は日本の声楽家（テノール）、音楽教育者。父は作曲家で音楽教諭の星和男。

## 経歴
福島県会津若松市出身。福島県立会津高等学校卒業。高校では合唱部に所属し、3年時に全日本合唱コンクールで全国優勝。その際に演奏された湯山昭作曲『ゆうやけの歌』は名演奏として名高いが、そのテノールソロを務めている。
1984年（昭和59年）東京藝術大学音楽学部声楽科卒業。1986年（昭和61年）東京藝術大学大学院オペラ科修了。渡邊高之助、高丈二、高橋啓三、疋田生次郎に師事。1991年（平成3年）1月より１年間、アルド・プロッティのもとで、ヴェルディ（『リゴレット』『椿姫』など）の歌唱法と、ベルカント・オペラの発声法を学んだ。また、1996年（平成8年）12月より１年間、文化庁在外派遣芸術家として、フランコ・コレルリのもとで、テノール独特の発声、歌唱技術を学ぶとともに、当時リッカルド・ムーティのもとでスカラ座のコレペティトーレであったダンテ・マッツォーラ (Dante Mazzola) よりオペラ歌唱法を学んだ。プロッティ、コレルリ両氏よりディプロマを授与される。在欧中はイタリア各地でコンサートに出演、本場の熱い絶賛を浴びた。
帰国後、ロッシーニ『オテロ』（原語初演）のタイトルロールでデビュー、グノー『ロメオとジュリエット』（日本初演）ロメオ、続いて数多くの歌劇で立て続けに主役を演じた。力強く輝きのあるリリコ・チェントラーレの美声と、気品に満ちた慈味豊かな演唱、スケールの大きいダイナミックな役づくりに定評がある。1999年（平成11年）の二期会公演ワーグナー『タンホイザー』と翌年の東京都民オペラソサイエティ公演ヴェルディ『オテロ』のタイトルロールで、その日本人離れした歌唱と演技が絶賛を集めた。
コンサート活動では、オラトリオや『第九』のソリストとして定評があり、主要オーケストラや来日指揮者との共演も数多い。テレビ朝日系『題名のない音楽会』『土曜リサイタル』『FMリサイタル』等、放送分野でも活躍している。
2020年（令和2年）4月1日現在東京音楽大学准教授。元東京藝術大学非常勤講師。二期会会員。日伊音楽協会会員。

## 主な受賞歴
- 1993年度（平成5年度）第21回ジロー・オペラ賞新人賞[6]。

## 演奏活動
演奏歴はきわめて多く、Researchmapおよび昭和音楽大学オペラ情報センターに一覧が記録されている。

## 社会活動
- 啓声会（高橋啓三を会長とする音楽家の会）運営委員・副委員長として、定期公演以外にも、ア−トカフエ（恵比寿）においてサロンコンサ−トを開催するほか、各種の勉強会や公開レッスン等を行っている[2]。
- 高会声（高丈二を会長とする声楽家の会）会員及び運営委員として、演奏会や研修会の企画等に参加し、 定期公演コンサ−トに出演している[2]。
- ぐるーぷ・なーべ（渡邊高之助を会長とした声楽家の会）会員として、定期公演コンサ－トに出演している[2]。

## エピソード
- 音楽教師（元藤原歌劇団員）の父と美術教師の母の間に生まれた[1]。
- 小学校低学年までは、ボーイソプラノ、音楽の授業ではよく一人で歌わされた[1]。
- 中学校ではブラスバンドに夢中、3年間ドラムを叩きに通学。高校1年の時、歌とパーカッションのどちらで音楽大学を受験するか迷い、とりあえず太鼓で夏期講習を受講、大学の練習室で一人太鼓を叩くことにつまらなさを感じ、声楽専攻を決意。その年の冬、地元会津の『第九』に合唱で参加、ソリストの高橋啓三の声に惚れ込み、ホテルのロビーで待ち受け弟子入りをした[1]。

## 主なディスコグラフィー
- J.ブラームス ジプシーの歌/愛の歌 指揮：畑中良輔、ソプラノ：大島洋子・平松英子、アルト：菅有実子・永富啓子、テノール：藤川泰彰・星洋二、バス：志村文彦・堀野浩史、ピアノ：久邇之宜・谷池重紬子（2002年12月18日）ビクターエンタテインメント VICC-60315
- ベートーヴェン『第九』指揮：尾高忠明、札幌交響楽団、ソプラノ：佐々木典子、アルト：重松みか、テノール：星洋二、バリトン：佐野正一、合唱：札幌放送合唱団・札幌アカデミー合唱団、合唱指揮：長内勲 2002年12月26日 ライヴ収録：札幌コンサートホールKitara 東芝EMI SSO-007